# حاطب ابن ابی بالتعه
حاطب ابن ابی بالتعه، (به انگلیسی: Hatib ibn Abi Balta'ah)، (به عربی: حاطب بن أبی بلتعة) یکی از صحابه پیامبر اسلام بود. محمد پیامبر اسلام وی با نامه‌ای به سوی مقوقس حاکم بیزانتی اسکندریه فرستاد. حاطب با هدایایی ازگشت که شامل دو برده نیز می‌شد، ماریه قطبی و خواهر ماریه. پیامبر اسلام ماریه را به همسری کرفت.